# Brunflo landsfiskalsdistrikt
Brunflo landsfiskalsdistrikt var 1918–1964 ett landsfiskalsdistrikt i Jämtlands län, bildat när Sveriges indelning i landsfiskalsdistrikt trädde i kraft den 1 januari 1918, enligt beslut den 7 september 1917. Den 1 januari 1965 avskaffades i Sverige samtliga landsfiskaler och landsfiskalsdistrikt, och deras arbetsuppgifter delades upp på de nyskapade indelningarna polisdistrikt, åklagardistrikt och kronofogdedistrikt.
Landsfiskalsdistriktet låg under länsstyrelsen i Jämtlands län.

## Ingående områden
När Sveriges nya indelning i landsfiskalsdistrikt trädde i kraft den 1 oktober 1941 (enligt kungörelsen den 28 juni 1941) tillfördes två kommuner (Hackås och Näs) från det genom kungörelsen upplösta Hackås landsfiskalsdistrikt. Genom kommunreformen 1 januari 1952 uppgick landskommunerna Lockne och Marieby i Brunflo landskommun medan kommunerna Näs och Sunne (som ingick i Frösö landsfiskalsdistrikt) uppgick i Hackås landskommun.

### Från 1918
- Brunflo landskommun
- Lockne landskommun
- Marieby landskommun

### Från 1 oktober 1941
- Brunflo landskommun
- Hackås landskommun
- Lockne landskommun
- Marieby landskommun
- Näs landskommun

### Från 1952
- Brunflo landskommun
- Hackås landskommun